# Natalia Dyer
Natalia Danielle Dyer (ur. 13 stycznia 1995 w Nashville) – amerykańska aktorka telewizyjna i filmowa, która wystąpiła m.in. w serialu Stranger Things.

## Filmografia
| Rok     | Tytuł                                             | Rola             | Uwagi             |
| ------- | ------------------------------------------------- | ---------------- | ----------------- |
| 2009    | Hannah Montana: Film                              | Clarissa Granger |                   |
| 2010    | Too Sunny for Santa                               | Janie            |                   |
| 2011    | Nie ma tego złego (The Greening of Whitney Brown) | Lily             |                   |
| 2012    | Muzyka duszy (Blue Like Jazz)                     | Grace            |                   |
| 2014    | Wierzę w jednorożce (I Believe in Unicorns)       | Davina           |                   |
| 2014    | The City at Night                                 | Adeline          |                   |
| 2015    | Till Dark                                         | Lucy             |                   |
| 2016    | Long Nights Short Mornings                        | Marie            |                   |
| 2016    | Don't Let Me Go                                   | Banshee          |                   |
| od 2016 | Stranger Things                                   | Nancy Wheeler    | gł. obsada        |
| 2017    | Yes, God, Yes                                     | Alice            | krótkometrażowy   |
| 2018    | Mountain Rest                                     | Clara            |                   |
| 2018    | After Her                                         | Hailey           | krótkometrażowy   |
| 2019    | After Darkness                                    | Clara Beaty      |                   |
| 2019    | Velvet Buzzsaw                                    | Coco             |                   |
| 2019    | Seks to nie grzech (Yes, God, Yes)                | Alice            | wersja pełnometr. |
| 2019    | The Nearest Human Being                           | Monique          |                   |
| 2019    | Tuscaloosa                                        | Virginia         |                   |
| 2020    | Acting for a Cause                                | Jane Eyre        |                   |
| 2021    | Co widać i słychać (Things Heard & Seen)          | Willis           |                   |